# Lissaptera completa
Lissaptera completa är en insektsart som först beskrevs av Robert L. Usinger och Ryuichi Matsuda 1959.  Lissaptera completa ingår i släktet Lissaptera och familjen barkskinnbaggar. Inga underarter finns listade i Catalogue of Life.